# Das Brot des Bäckers
Das Brot des Bäckers ist das Regiedebüt von Erwin Keusch, das 1976 im mittelfränkischen Hersbruck gedreht wurde.

## Handlung
Der Film erzählt die Erfahrungen und Nöte des Bäckerlehrlings Werner, welcher das Handwerk in der familiär geführten Bäckerei Baum lernt. Bald gerät diese in Schwierigkeiten, da in der Nachbarschaft ein Supermarkt öffnet, der die Bäckerei in einen Preiskrieg verwickelt. Auch die ersten Erfahrungen des Lehrlings mit dem anderen Geschlecht werden augenzwinkernd dargestellt. Nachdem eine Eskapade mit der Verkäuferin Gisela fast katastrophal geendet hat, rauft er sich mit seiner Freundin Margot wieder zusammen.
Der Bäcker ringt sich nach einiger Zeit dazu durch, sich der Herausforderung des Supermarkts zu stellen. Er automatisiert seine Backvorgänge und kauft dafür neue Maschinen auf Kredit. Der Lehrling, der mittlerweile die Gesellenprüfung absolviert hat, tritt widerstrebend eine neue Stelle in einer Großbäckerei an. Nach einiger Zeit arbeitet der Bäckermeister allein in der Backstube. Der finanzielle Erfolg stellt sich nicht ein.
Als ihm bewusst wird, dass er auf Dauer nicht gegen den Supermarkt konkurrieren kann, dringt er nachts dort ein, verwüstet die Brotabteilung und lässt sich von der Polizei festnehmen. Ein Angebot des ihm bekannten Polizisten, sich auf Trunkenheit zu berufen, lehnt er ab. Seine berufliche Karriere ist nicht mehr zu retten.
Der Sohn des Bäckers findet zusammen mit den anderen Gesellen eine Lösung: Die Bäckerei spezialisiert sich auf Waren, die der Supermarkt nicht bietet – z. B. ökologische Brotarten und Vollkornbrot. Damit ist die Bäckerei doch noch zu halten und auch der ausgeschiedene frühere Lehrling kann wieder angestellt werden.

## Kritiken
Der Film erhielt gute Kritiken und machte den Regisseur Erwin Keusch in der Cineastenszene weltweit bekannt.
- „Sehr konkret und sinnlich inszenierter Film, der familiären Alltag und soziale Problematik geschickt verbindet.“ – Lexikon des internationalen Films[1]
- „Was Moby Dick für den Walfang ist, ist dieser Film fürs Brotbacken.“ – Financial Times[2]
- Wolfgang Ruf fühlte sich in der Zeitschrift Medium durch „die leicht nostalgisch getönte Kleinstadtszene […] manchmal an Bogdanovichs The Last Picture Show erinnert“.[3]

„Von der didaktischen Plakativität der Berliner Arbeiterfilme, in denen die Personen meist zu Chiffren gesellschaftlicher Kräfte verkümmern, ebenso weit entfernt wie vom Fassaden-Realismus deutscher Fernsehserien, geht Keusch mit behutsamer Sympathie mit seinen Menschen um, ohne jemals den Blick für die gesellschaftlichen Bedingungen ihrer Probleme zu verlieren.“

## Sonstiges
- Erwin Keuschs Eltern betrieben eine Bäckerei, weshalb der Regisseur eigene Erfahrungen in den Film einfließen lassen konnte.
- Mehrere Darsteller spielten fünf Jahre später wieder zusammen in dem Film Das Boot.
- Die Hersbrucker Bäckerei, die für diesen Film als Drehort diente, wurde 2010 aufgegeben.
- Als Kulisse für die im Film gezeigte Großbäckerei wurde ein bis heute bestehender Betrieb in München für Innenaufnahmen verwendet. Der Stadtteil Neuperlach, in dem die Bäckerei damals lag, war mit seinen Hochhausfassaden auch passend für eine Außenaufnahme.

## Auszeichnungen
- Filmprädikat „Besonders wertvoll“ der Filmbewertungsstelle
- Ernst-Lubitsch-Preis 1978 für Erwin Keusch
- Filmband in Silber (weitere programmfüllende Spielfilme) für Erwin Keusch
- Filmband in Gold (Darstellerpreis) für Bernd Tauber